# География почв
География почв — наука о закономерностях распространения почв на поверхности Земли в целях почвенно-географического районирования.

## Описание
Делится на общую и региональную. Общая география почв изучает факторы почвообразования и общие закономерности географического распределения почв, типы структуры почвенного покрова. Региональная география почв изучает вопросы районирования и занимается описанием почвенного покрова конкретных регионов.
Основной метод географии почв — сравнительно-географический, с помощью которого географическое распределение почв изучают в связи с факторами почвообразования. Широко используется картографирование — составление почвенных карт.
География почв возникла в конце XIX века, её основатель В. В. Докучаев, который выявил связи между почвой и формирующими её природными условиями, показал закономерности зонального распространения почв и разработал методы профильного изучения почв в совокупности с факторами почвообразования.
Значительную роль Докучаевская школа почвоведения сыграла в развитии географии почв мира.
География почв в качестве учебного курса читается на биолого-почвенных и географических факультетах университетов или входит как обязательная составная часть в курс почвоведения. Первая кафедра географии почв была основана в 1926 году в Ленинградском государственном университете С. С. Неуструевым.
Учебник по почвоведению и географии почв для географических факультетов университетов вышел в 1960 году.